# Аргуэльо, Хуан (легкоатлет)
Хуан Аргуэльо Сандоваль (исп. Juan Argüello Sandoval; род. 8 марта 1947, Манагуа) — никарагуанский легкоатлет, выступавший в беге на короткие и средние дистанции. Участник летних Олимпийских игр 1968 года, двукратный бронзовый призёр чемпионата Центральной Америки 1971 года.

## Биография
Хуан Аргуэльо родился 8 марта 1947 года в никарагуанском городе Манагуа.
В 1968 году вошёл в состав сборной Никарагуа на летних Олимпийских играх в Мехико. В беге на 100 метров занял в забеге 1/8 финала последнее, 8-е место, показав результат 11,18 секунды и уступив 0,73 секунды попавшему в четвертьфинал с 3-го места Жослену Делекуру из Франции. В беге на 200 метров занял в забеге 1/8 финала последнее, 7-е место с результатом 22,80, уступив 1,49 секунды пробившемуся в четвертьфинал с 4-го места Берни Ноттаджу с Багамских Островов.
В 1970 году выступал на летней Универсиаде в Турине. Выбыл на предварительных этапах в беге на 100 метров (11,1), беге на 200 метров (23,2) и беге на 400 метров (52,5).
В 1971 году завоевал две бронзовых медали на чемпионате Центральной Америки в Сан-Хосе в беге на 200 метров и эстафете 4х100 метров.

## Личные рекорды
- Бег на 100 метров — 10,8 (1968)[3]
- Бег на 200 метров — 22,80 (15 октября 1968, Мехико)[3]